# Alvin Batiste
Alvin Batiste (* 7. November 1932 in New Orleans; † 6. Mai 2007 ebenda) war ein US-amerikanischer Jazz-Klarinettist, Saxophonist, Pianist, Komponist und Hochschullehrer.

## Leben und Wirken
Batiste hatte auf seinem Instrument eine klassische Ausbildung; während der Highschoolzeit spielte er mit Ed Blackwell und trat mit Guitar Slim und Ukulele Lemon auf. Nach Ableistung seines Militärdienstes begann er seine Karriere als Musiker Mitte der 1950er Jahre in New Orleans. Er gründete 1956 das American Jazz Quintet mit Ellis Marsalis, Harold Battiste und Ed Blackwell, um modernen kammermusikalischen Jazz zu spielen (erste Einspielung 1956), spielte mit Ornette Coleman und arbeitete als Musikpädagoge. Er tourte 1958 mit Ray Charles, um dann an der Southern University in Baton Rouge zu studieren. Dann interpretierte er mit dem Sinfonieorchester seiner Heimatstadt Mozarts Klarinettenkonzert. Später gründete er die Jazzstronauts.
Von 1969 bis Mitte der 1980er Jahre unterrichtete er am von ihm geleiteten Jazzinstitut der Southern University. Zu seinen Schüler gehören Branford Marsalis, Donald Harrison und Herlin Riley.
Sein Werk ist auf fünf Alben unter eigenem Namen dokumentiert; nach Digby Fairweather ist er als Instrumentalist mit eklektischem Stil – vergleichbar Tony Coe in England – gleichermaßen im traditionellen wie im modernen Jazz zu Hause und integriert auch Elemente der zeitgenössischen Musik. Als Komponist schrieb er drei „New Orleans Suites“ für das New Orleans Philharmonic Orchestra.
Batiste war an Aufnahmen von Cannonball Adderley, Billy Cobham (mit dem er auch auf dem Montreux Jazz Festival auftrat), Branford Marsalis und Marlon Jordan beteiligt; 1987 wirkte er bei Freddie Hubbards Satchmo Legacy Band mit. Seit 1981 war er Mitglied von John Carters Clarinet Summit mit David Murray und Jimmy Hamilton und auch an dessen Einspielungen (1984, 1987) beteiligt. 1989 war Batiste als Gastmusiker bei Wynton Marsalis’ Album Crescent City Christmas Card beteiligt, 1990 beim Album Ka.l.e.i.d.o.d.u.k.e. von Ernie Wilkins.

## Diskographische Hinweise
- Musique D'Afrique Nouvell Orleans (India Navigation, 1984)
- Bayou Magic (India Navigation, 1988)
- Late (Columbia Records, 1993)
- Songs, Words and Messages, Connections (SLM Records, 1999)
- Marsalis Music Honors Series: Alvin Batiste (2007)